# Vibrato (guitare)
Pour les articles homonymes, voir Vibrato.
 (avril 2024).

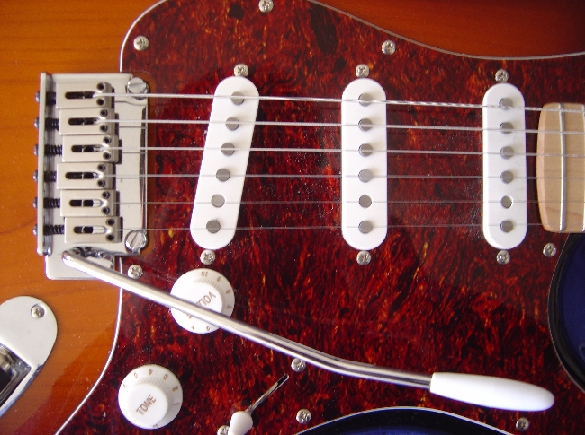
Gros-plan d'une Stratocaster avec son vibrato.

Un vibrato est un accessoire mécanique fixé au niveau du cordier-chevalet d'une guitare électrique afin de pouvoir modifier la hauteur du son grâce à un levier. En agissant sur celui-ci, la tension des cordes est modifiée et ainsi la tonalité de l'instrument change. 
À l'origine, le système est prévu pour créer de légères variations de hauteur (afin de créer des modulations de fréquence) mais des guitaristes ont développé depuis des techniques pour créer de nouvelles sonorités avec la guitare, grâce au vibrato. Bien que le système, de par son action sur le son de la guitare, s'appelle vibrato, le nom de trémolo est aussi couramment utilisé bien que cette technique désigne une modification de l'amplitude et non de fréquence. En anglais, le vibrato est aussi appelé Whammy Bar.

## Histoire
Le développement du vibrato suit celui de la guitare électrique. Dès 1929, Clayton "Doc" Kaufmann dépose un brevet pour son vibrato Kaufmann Vibrola. Celui-ci est composé d'un cordier possédant un ressort et un bras de levier. En agissant sur ce dernier, le cordier bouge et un léger effet de vibrato se fait entendre. Le vibrola originel peut être installé sur toutes les guitares de jazz archtop car le cordier et le chevalet sont séparés. La firme Rickenbacker est la première à fournir sur une guitare de série ce vibrato. Le musicien et inventeur Les Paul, à la recherche de nouvelles expériences utilise une version adaptée du vibrola sur son prototype the Log mais cela reste un exemplaire unique : le vibrato est de faible amplitude mais surtout, il y a de gros problèmes de désaccordage. 
Merle Travis, guitariste de musique country fait appel dans les années 1940 au mécanicien Paul Bigsby pour qu'il répare son vibrola usé. Bigsby analyse les faiblesses de la construction et construit pour Travis un nouveau vibrato. Comme le vibrola, le vibrato Bigsby peut être monté en échangeant le cordier d'une guitare archtop. Lorsque Bigsby commence la propre production de guitares électriques en 1948, le vibrato peut être monté de série sur celles-ci et est aussi proposé comme accessoire pour d'autres. Peu de temps après, le fabricant Gibson propose aussi de monter de série un tel vibrato sur ses guitares.

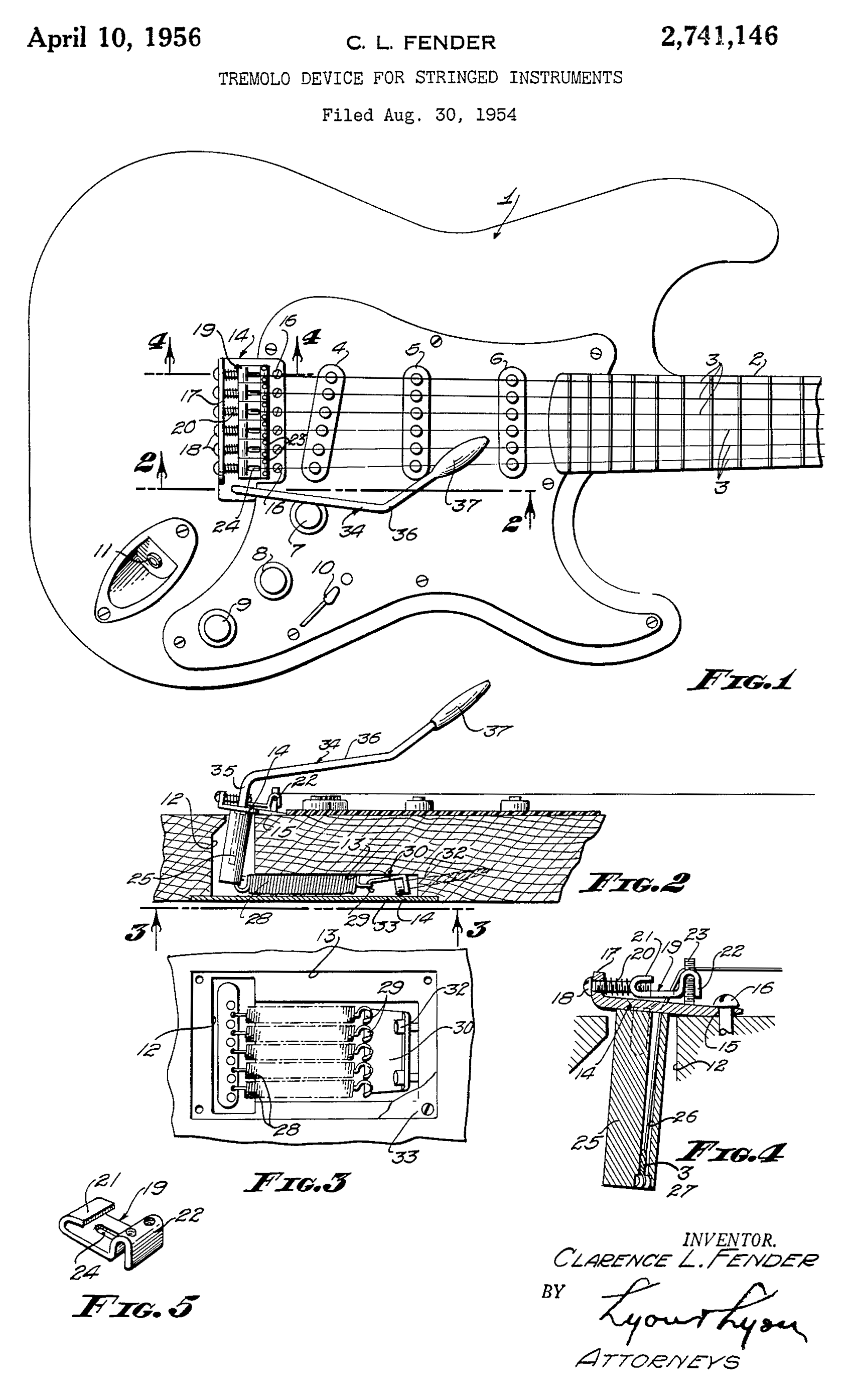
Croquis du Brevet de la Stratocaster déposé par Leo Fender, avec une description détaillée du vibrato

Leo Fender, qui à cette époque vient de sortir sa première guitare électrique la Telecaster, suit cette évolution attentivement. Les corps des guitares de Fender ont une table plate, ce qui ne permet pas d'installer le vibrato Bigsby de manière simple. Il doit donc chercher une autre solution pour son nouveau modèle, la Stratocaster. Si sur les premiers prototypes, le cordier et le chevalet sont encore séparés, Leo Fender développe rapidement un nouveau système combinant les deux. Celui-ci est petit et discret, et permet en basculant le bras de détendre les cordes complètement. Pour des raisons inexpliquées, Fender dépose le brevet de son système sous le nom de trémolo et non de vibrato, ce qui aurait été plus correct. Cette confusion se remarque par la suite sur les amplificateurs produits par Fender, dont certains sont équipés d'un effet de trémolo (c’est-à-dire, un simple circuit qui modifie le volume du son rapidement, créant des modulations d'amplitude), mais qui est appelé de manière inexacte vibrato par le fabricant. Le nouveau vibrato de Leo est monté en série sur la Stratocaster dès 1954. Les modèles suivants, Fender Jazzmaster et Fender Jaguar, sont également dotés d'un vibrato mais d'un type totalement différent.
Le développement du vibrato stagne dans les années 1960. Puis, différents constructeurs proposent de nouveaux concepts dans les années 1970 afin de proposer des vibratos désaccordant moins la guitare que le vibrato Fender. Le développement le plus abouti est celui de Floyd Rose : il ajoute des systèmes de blocages aux deux extrémités de la corde (au niveau du sillet et du chevalet-cordier) ce qui assure la stabilité de l'accord, tout en permettant une amplitude extrême. Le système, appelé vibrato bloquant (Locking Tremolo) est dérivé du vibrato des Stratocaster, en y ajoutant plusieurs améliorations mécaniques.

## Types usuels de vibrato

### Vibrato Bigsby

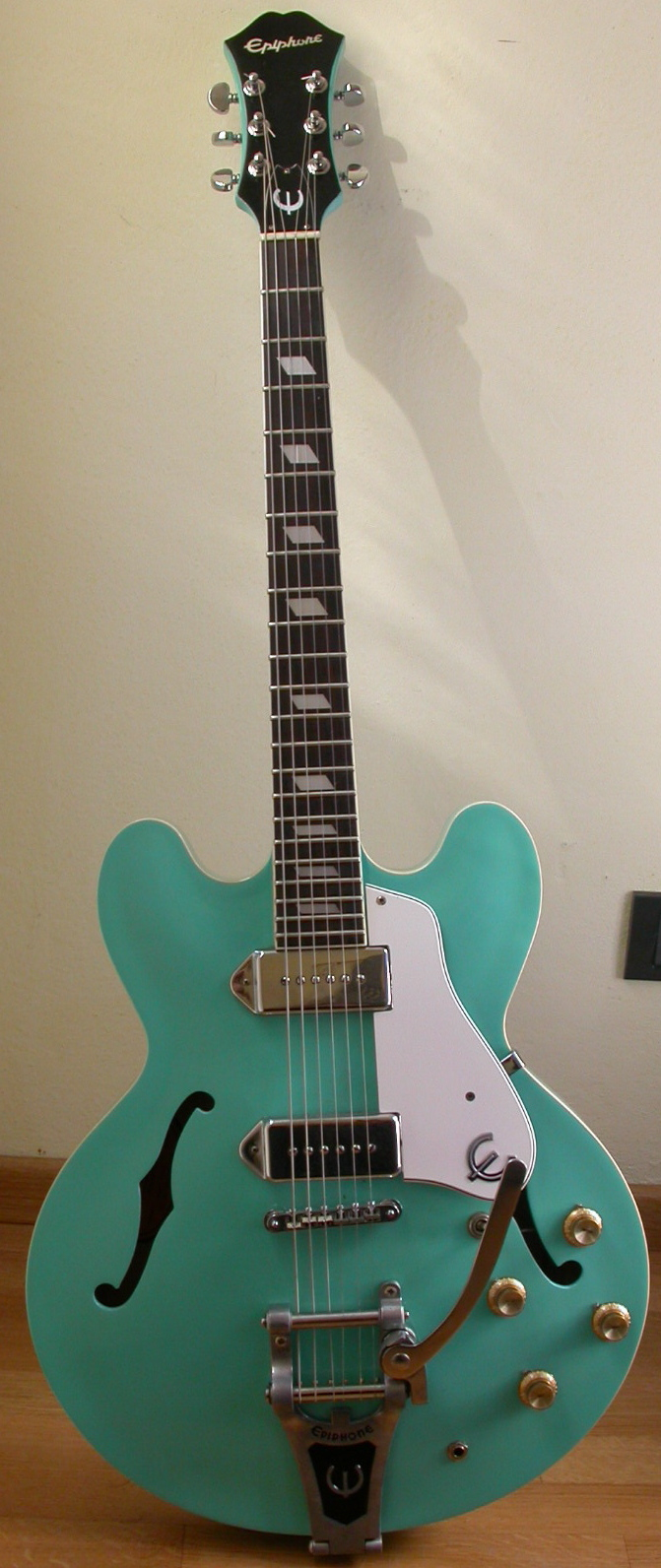
Epiphone Casino avec un vibrato de type Bigsby.

Le Vibrato Bigsby, quasi-inchangé depuis les années 1940, fabriqué par l'entreprise Bigsby Guitars, est un cordier où les cordes sont enroulées autour d'un cylindre métallique mobile sur roulement. En bougeant le bras de vibrato, les cordes sont enroulées ou déroulées. La tension des cordes est compensée par un gros ressort qui provient du moteur d'une moto Harley-Davidson. Ce ressort fait d'ailleurs encore partie des pièces détachées disponibles du constructeur.
Le vibrato Bigsby permet de faire légèrement varier la hauteur du son dans les deux directions (± 1 à 2 demi-tons). Il est principalement utilisé pour enrichir des « sons clairs » comme en jazz, country et rock 'n' roll. Le Vibrato Bigsby est encore actuellement très répandu, par exemple sur les guitares Archtop de Gretsch et Gibson. On peut entendre cet effet entre autres chez des musiciens de country tels que Merle Travis et Chet Atkins, ou de Rockabilly, comme chez les Stray Cats. L'efficacité de ce vibrato dépend de la géométrie de la guitare et du chevalet utilisé. Si les cordes sont trop pliées au niveau du chevalet ou s'il y a trop de frottements au niveau de celui-ci, la guitare peut se désaccorder très rapidement. Si, au contraire, l'angle au niveau du chevalet reste faible ou sans frottement (en utilisant par exemple des petites roues sur lesquelles glissent les cordes), le Bigsby fonctionne quasiment sans désaccord.
? exemple d'un accord joué avec un Bigsby [Fiche]

### Vibrato Fender ou vintage

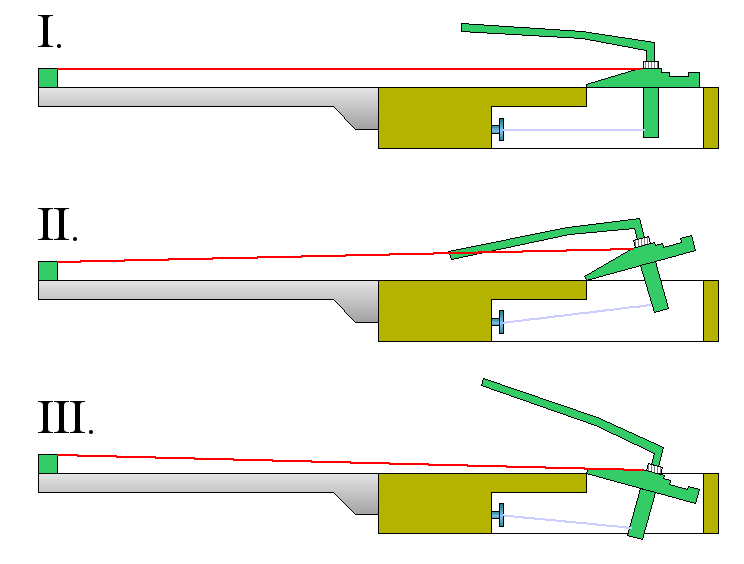
Principe du vibrato flottant : I. position au repos, II. Détente des cordes (en rouge), III. Tension des cordes

Le vibrato Fender (aussi appelé vintage pour des raisons de droits d'auteur) désigne le vibrato existant dès l'origine sur la Stratocaster. Comme cette guitare et ses dérivés font partie des plus répandus, ce vibrato est un des plus usuels. Il est aussi à l'origine de la confusion entre trémolo et vibrato. Il est composé d'un cordier en forme de bloc de métal directement monté sous le chevalet. Les cordes sont enfilées dans le bloc et passent ensuite sur le chevalet. L'ensemble cordier-chevalet est fixé au corps de la guitare par des vis, mais seulement d'un seul côté, ce qui permet de le basculer en direction du manche en agissant sur le bras de vibrato. Pour compenser la tension des cordes, des ressorts sont montés au dos de la guitare, maintenant le bloc en équilibre. Suivant la configuration de ces ressorts, il est possible que le bloc de vibrato soit flottant, c'est-à-dire qu'au repos, il ne repose pas sur le corps. Cela permet de tendre et de détendre les cordes et de faire ainsi des effets de vibrato dans les deux directions (vers les sons aigus et graves).
Cette construction permet de faire des effets de vibrato de grande amplitude, notamment vers les sons graves : il est ainsi possible en agissant sur le bras de complètement détendre les cordes sur la touche du manche. Cet effet est appelé divebomb, car le son rappelle celui d'un bombardier en piqué.
Jimi Hendrix emploie cet effet de manière impressionnante lors de son interprétation de The Star-Spangled Banner au festival de Woodstock, où il joue l'hymne national américain en y ajoutant grâce au vibrato des sons imitant des avions qui s'écrasent et de bombes qui explosent. Le principal inconvénient d'une telle utilisation extrême est que la guitare se désaccorde, lorsque le vibrato revient à l'équilibre. Ainsi, on voit plusieurs fois sur le film du festival Jimi Hendrix ré-accorder sa guitare.

## Vibrato Floyd Rose

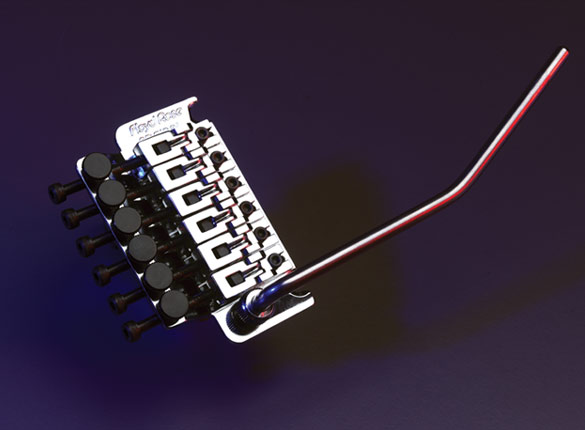
vibrato Floyd Rose d'origine.

Le vibrato Floyd Rose est une évolution du vibrato crée pour la Stratocaster de Fender. Son inventeur, Floyd D. Rose, souhaite développer un vibrato qui ne désaccorde pas la guitare lorsqu'on l'utilise. Pour cela, il ajoute deux systèmes de blocage des cordes, un au niveau du sillet, et l'autre au niveau du chevalet. Les cordes ne peuvent ainsi plus bouger au niveau des enroulements autour des mécaniques d'accordage, ou au niveau du chevalet. Lorsque les cordes sont bloquées, il y a cependant un inconvénient, il n'est plus possible d'accorder la guitare. Pour résoudre le problème, Floyd Rose ajoute des accordeurs fins au niveau du chevalet, à la manière du violon.  Eddie Van Halen, alors utilisateur reconnu du vibrato, est démarché par un représentant de Floyd Rose qui lui propose de monter un prototype pour le tester en concert. Le système n'a pas encore de "fine tunings" et la guitare se désaccorde légèrement, il est alors impossible de ré-accorder sur scène car il faut desserrer les bloque-cordes pour cette operation. Ayant joué du violon dans son enfance, Van Halen suggère l'idée d'ajouter ce système d'ajustement de l'accord au vibrato. 
Comme sur le modèle Fender, le vibrato Floyd Rose possède un bloc cordier-chevalet qui est mobile du côté du manche. Un certain nombre de ressorts dans le corps de la guitare compense la tension des cordes et maintient l'ensemble en équilibre. En agissant sur le bras, le système bascule en avant ou en arrière, ce qui change la hauteur de la note jouée. Le revers de cette grande stabilité est qu'il est bien plus compliqué de changer une corde ou d'accorder la guitare. Si une corde casse pendant un concert, il n'est en général plus possible de continuer à jouer : la tension des cordes ayant changé, le vibrato n'est plus dans sa position d'équilibre voulue. L'accord de la guitare est modifié et le changement de la corde cassée ne peut être fait qu'avec des outils.

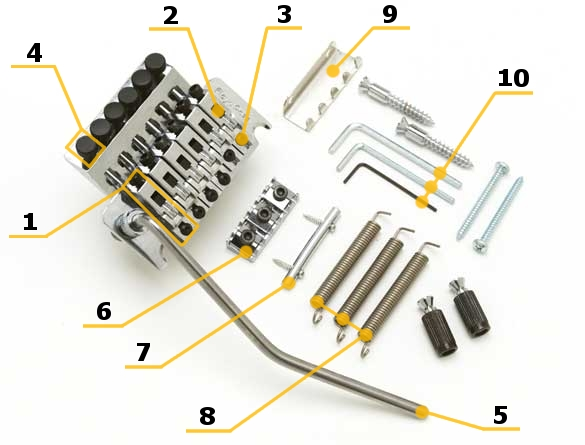
vibrato Floyd Rose avec les différentes pièces numérotées

Le vibrato de Floyd Rose d'origine est composé des parties suivantes :
1. chevalet-cordier.
2. vis de blocage — maintient la corde au cordier.
3. vis de réglage — Cette vis permet de régler l'intonation. En desserrant la vis, le support peut être déplacé de quelques millimètres. Une clé Allen est nécessaire pour son ajustement.
4. accordeur fin — Vis pour accorder précisément chaque corde.
5. bras de vibrato — Grâce à celle-ci, le vibrato peut être bougé pendant qu'on joue, pour modifier la hauteur des notes jouées.
6. blocage de sillet — Le sillet est placé sur la tête du manche de la guitare avec les mécaniques pour maintenir les cordes. Il faut soit une clé Allen, soit un tournevis pour bloquer les cordes sur le sillet.
7. guide — Barre de métal vissé sur la tête de la guitare pour que les cordes arrivent avec un angle bien précis sur le sillet.
8. Ressorts — Les ressorts se situent dans le corps de la guitare et compensent la tension des cordes. Le vibrato est ainsi maintenu dans une position d'équilibre. Suivant le calibre des cordes utilisées, jusqu'à cinq ressorts peuvent être installés.
9. support des ressorts — Les ressorts y sont accrochés. Grâce à deux vis, ce support peut être réglé de telle sorte qu'au repos le vibrato soit dans une position flottante correcte.
10. clef Allen — un tel vibrato a besoin en général de une à trois clés différentes pour changer une corde.

## Autres types de vibratos
Quasiment tous les fabricants proposent des modèles de guitare avec vibrato, la plupart  sont comme les trois modèles précédemment cités ou ressemblent à ces types de guitares.
- Les Fender Jazzmaster et Jaguar possèdent un vibrato inspiré du Bigsby. Contrairement à ce dernier, Leo Fender utilise une plaque de métal sur laquelle sont fixées les cordes. Il est pourvu d'un système de blocage permettant de le rendre inopérant dans sa position d'équilibre, autorisant ainsi de continuer à jouer avec une corde cassée, ce qui est impossible avec un vibrato classique Fender (les cordes restantes se trouvent alors désaccordées). D'une part, le procédé n'a guère convaincu (le bouton de blocage est difficile d'accès en situation de jeu), et il a un gros inconvénient : la table étant plate et le vibrato éloigné du chevalet, les cordes exercent peu de pression sur le chevalet. Suivant les cordes utilisées, le vibrato engendre des bruits de cliquetis produits par des parties métalliques qui vibrent, et le sustain n'est pas excellent.

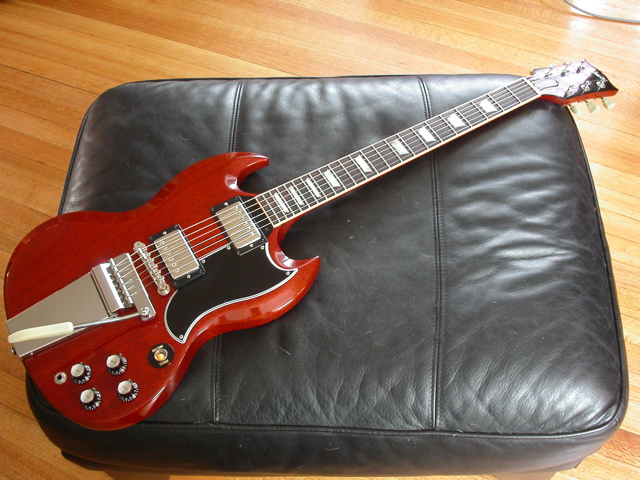
Gibson SG avec un vibrato Maestro

- Gibson a aussi développé une variante du Bigsby, nommée Maestro. Les cordes sont accrochées à une plaque de métal pliée qui est élastique. On trouve surtout ce vibrato sur certaines SG et Firebird.

Construction du vibrato de la Red Special

- Brian May (guitariste de Queen) s'est inventé son propre vibrato pour sa guitare Red Special. Comme il l'a construite quand il était jeune, il a utilisé des matériaux qu'il a trouvés à la maison. Le bras du vibrato est une poignée de frein d'un vieux vélo, le bout vient d'une tête d'une aiguille à tricoter de sa mère. Le bloc massif en métal, qui supporte les cordes à la manière du vibrato d'une Jazzmaster, repose sur un ancien couteau à pain. Le ressort vient, comme pour le Bigsby, du moteur d'une ancienne moto.

- Le vibrato de la Fender Stratocaster étant le plus répandu, c'est celui qui a subi le plus de modifications. Il s'agit d'abord d'améliorer la stabilité de l'accordage. Ainsi, chez Fender comme chez d'autres constructeurs, la fixation est passée de 6 à 2 vis pour limiter des frottements inutiles. Il existe aussi un système de blocage des cordes deluxe locking tremolo assembly à la manière du vibrato Floyd Rose composé essentiellement d'un vibrato American Series à 2 vis muni de pontets spéciaux bloquant les cordes au chevalet, des mécaniques autobloquantes qui fixent les cordes dès qu'elles sont enroulées autour de celles-ci et d'un sillet à billes LSR réduisant le frottement des cordes causé par l'usage excessif de la tige. Certains ont essayé ensuite d'améliorer les caractéristiques sonores du vibrato, en utilisant des constructions plus stables. On peut ainsi améliorer le sustain en remplaçant la plaque du vibrato Fender par un bloc en métal massif. Par exemple, les vibratos Wilkinson ont ces modifications tout en restant proches, tant mécaniquement que visuellement du vibrato Fender original.

- Dans les années 1980, Ned Steinberger a inventé un vibrato permettant en plus de transposer la guitare, le TransTrem. En utilisation classique, le vibrato garde l'accord de la guitare ; ici le système peut de plus être bloqué dans différentes positions, permettant pendant qu'on joue de transposer la guitare, c'est-à-dire de changer globalement la tonalité de l'accord de celle-ci. Ce vibrato nécessite des cordes spéciales, avec une boule à chaque bout, permettant de remplacer la corde rapidement. Ce système a été peu utilisé (entre autres à cause de son prix exorbitant, de la rareté des cordes, et de son utilité limitée), mais on peut en entendre des exemples par Eddie Van Halen, dans les morceaux Get Up et Summer Nights de l'album 5150. Durant ces mêmes années, le constructeur Gary Kahler invente un vibrato flottant similaire au floyd rose un système ne nécessitant pas de défonce sur la guitare car les ressorts sont déjà intégrés au système. Ainsi ce chevalet peut être installé très facilement ; de plus, tout comme le floyd, il ne désaccorde pas la  guitare, car il est muni d'un sillet autobloquant. Il est aussi un des seuls vibratos pour basse. il est surtout utilisé dans le metal avec des guitaristes comme Kerry King et Jeff Hanneman de slayer, mais son seul inconvénient est son prix très élevé.

## Bilan technique
Le Floyd Rose est le meilleur système de vibrato pour maintenir la guitare accordée, puisque les cordes ne subissent aucun frottement au cours de la variation de tension occasionnée. Néanmoins, il rend le changement de cordes plus compliqué que sur les guitares équipées d'autres modèles de vibrato. Ensuite vient le vibrato de la Fender Stratocaster, qui ne sollicite en frottement que le sillet de tête. Enfin les autres modèles comme le Bigsby impliquent deux points de frottement des cordes, le chevalet et le sillet de tête, ce qui est plus délicat et demande à limiter l'action du vibrato, avec de courtes amplitudes de mouvement. 

## Simulations électroniques
Différents appareils électroniques essayent de simuler le son du vibrato. Dès les années 1950, des fabricants comme Fender ou Vox commencent à intégrer des effets de trémolo dans leurs amplificateurs. Il s'agissait de simples circuits qui modifiaient le volume du son rapidement, créant des modulations d'amplitude. La dénomination est un peu particulière chez Fender : ayant nommé trémolo l'accessoire vibrato de la guitare, il a nommé l'effet de trémolo vibrato, d'où le mot Vibro contenu dans certains amplificateurs Fender (Vibro-king par exemple).  De cette confusion vient le fait que l'accessoire vibrato est souvent appelé trémolo en anglais ou en allemand.
? exemple d'un accord joué avec un effet de vrai trémolo [Fiche]
Avec l'arrivée du traitement du signal numérique, il est devenu possible de modifier la hauteur du son joué à la guitare. C'est ainsi qu'est né l'effet pitch shifting (décalage de hauteur). Une des pédales les plus célèbres l'utilisant est la Whammy de Digitech, créée en 1991, avec laquelle on peut modifier la hauteur (jusqu'à + ou - 2 octaves) grâce à une pédale d'expression (qui sert également d'Harmoniseur). On peut par exemple entendre de telles modifications dans  le solo de la chanson Killing in the name of de Rage Against the Machine, joué par Tom Morello ou encore dans le morceau instrumental Marooned de Pink Floyd.

## L'usage du vibrato dans la musique
L'utilisation du vibrato a suivi son développement technique.
Au début de la guitare électrique, le vibrato ne servait qu'à enrichir le son en créant de légères modulations. Il était très utilisé dans les années 1950 et 1960 dans la pop. Un des exemples les plus célèbres de l'époque est Hank Marvin, guitariste des Shadows, qui intègre complètement le vibrato dans son jeu. D'autres utilisateurs typiques sont Chet Atkins et Duane Eddy, musiciens de country et de rock 'n' roll.
Dans la seconde moitié des années 1960 l'usage du vibrato tombe en défaveur. On préfère alors employer la technique plus ardue du vibrato manuel, en effectuant des bends répétés sur la note, ce qui permet des modulations plus naturelles et expressives, moins mécaniques. Eric Clapton s'illustre dans ce procédé. C'est aussi l'époque où les guitares sans vibrato (Gibson Les Paul, Fender Telecaster) reviennent en vogue alors que les Fender Jazzmaster et Jaguar sont complètement démodées, et que même la Stratocaster connaît une sérieuse éclipse autour de 1967. Jimi Hendrix est alors l'exception, avec son utilisation intensive du vibrato des Stratocaster.
À partir de la fin des années 1970, l'introduction du vibrato Floyd Rose permet de nouvelles approches de la guitare. Eddie Van Halen du groupe Van Halen montre de nouvelles techniques sur son morceau instrumental (pour guitare seule) Eruption sorti en 1978. Ce style de jeu sera appelé ensuite shred, illustré entre autres par Steve Vai, Yngwie Malmsteen, Joe Satriani ou Paul Gilbert. Dimebag Darrell, guitariste de Pantera alla jusqu'à ne plus jouer sur la touche du manche mais simplement pincer la corde et ensuite jouer toute la mélodie grâce au vibrato.
Jeff Beck est un maître reconnu du vibrato. Where Were You de l'album Jeff Beck's Guitar Shop (1989) est un exemple caractéristique de son travail. L'usage combiné du vibrato et du bouton de volume (facilité par l'absence de médiator) permet un jeu plus sensible et très legato, proche du son de la scie musicale.

## Vibrato à la guitare classique
La guitare classique (à cordes de nylon, non amplifiée) ne connait pas d'accessoire destiné à produire un vibrato mais cet effet peut être produit par oscillation du doigt de la main gauche sur la corde. L'amplitude de ce vibrato (variation de hauteur) est cependant limitée par rapport à celui de la guitare électrique. Sa durée est également limitée par l'extinction rapide du son après l'attaque, contrairement au vibrato des instruments à son entretenu (cordes frottées, instruments à vent). Le  vibrato peut être produit sur plusieurs notes simultanées (oscillations de plusieurs doigts sur différentes cordes) mais son effet est quelque peu réduit dans ce cas et  il n'est pas praticable dans des doigtés complexes (extensions, barrés), ni, évidemment, sur les cordes à vide. Cette possibilité contribue cependant à donner à la guitare classique une expressivité discrète qui distingue son exécution de celles au clavecin ou au piano.